# 启明街道
启明街道，是中华人民共和国辽宁省鞍山市铁西区下辖的一个乡镇级行政单位。2019年12月，撤销启明街道，下辖的社区成建制划入八家子街道。

## 行政区划
启明街道下辖以下地区：
启虹社区、宏福社区和富民社区。